# Stanley Moss
 Stanley Moss (* 21. Juni 1925 in Woodhaven, Queens, New York City; † 5. Juli 2024 in New City, New York) war ein US-amerikanischer Lyriker, Verleger und Kunsthändler.

## Leben
Moss besuchte das Trinity College und die Yale University. Sein erster Gedichtband wurde 1966 veröffentlicht. Im Jahre 1977 gründete Moss den Verlag Sheep Meadow Press, der keine Gewinne abwerfen soll und sich auf die Veröffentlichung von Werken der Lyrik und der schönen Künste konzentriert. Hierbei liegt ein besonderes Gewicht auf der Veröffentlichung von Übersetzungen ausländischer Lyrik. Seinen Lebensunterhalt bestritt Moss hauptsächlich als Kunsthändler von Alten Meistern aus Spanien und Italien. Er lebte in Riverdale und Clinton Corners, New York State.

## Werke
- Gedichte, übersetzt von Hans Magnus Enzensberger, Edition Lyrik Kabinett bei Hanser, München 2010, ISBN 978-3-446-23563-2[2]

in englischer Sprache
- 2011: God Breaketh Not All Men’s Hearts Alike: New and Later Collected Poems
- 2009: Rejoicing
- 2006: New & Selected Poems
- 2003: A History of Color
- 1997: Asleep in the Garden
- 1989: The Intelligence of Clouds
- 1979: The Skull of Adam
- 1966: The Wrong Angel